# Società Sportiva "Armando Casalini" 1938-1939
Questa voce raccoglie le informazioni riguardanti la Società Sportiva "Armando Casalini" nelle competizioni ufficiali della stagione 1938-1939.

## Rosa
| N. |                   | Ruolo | Calciatore        |
| -- | ----------------- | ----- | ----------------- |
|    | Italia (bandiera) | C     | Ernesto Balzarini |
|    | Italia (bandiera) | A     | Bruno Bianchi     |
|    | Italia (bandiera) | A     | Luigi Biolghini   |
|    | Italia (bandiera) |       | Luigi Bonsignori  |
|    | Italia (bandiera) | A     | Gino Bonzi        |
|    | Italia (bandiera) | D     | Domenico Damonti  |
|    | Italia (bandiera) | D     | Mario Ferrari     |
|    | Italia (bandiera) |       | Enrico Galla      |
|    | Italia (bandiera) | D     | Eugenio Lechi     |
|    | Italia (bandiera) | P     | Emilio Medola     |

| N. |                   | Ruolo | Calciatore           |
| -- | ----------------- | ----- | -------------------- |
|    | Italia (bandiera) | A     | Amleto Peroni        |
|    | Italia (bandiera) | C     | Erminio Reggiani     |
|    | Italia (bandiera) | D     | Ferdinando Renaldini |
|    | Italia (bandiera) | A     | Giovanni Salvati     |
|    | Italia (bandiera) |       | Argo Scolari         |
|    | Italia (bandiera) | A     | Modesto Squassoni    |
|    | Italia (bandiera) |       | Ettore Travagin      |
|    | Italia (bandiera) |       | Giovanni Vergani     |
|    | Italia (bandiera) | C     | Serafino Ziletti     |